# ムーンライトながら

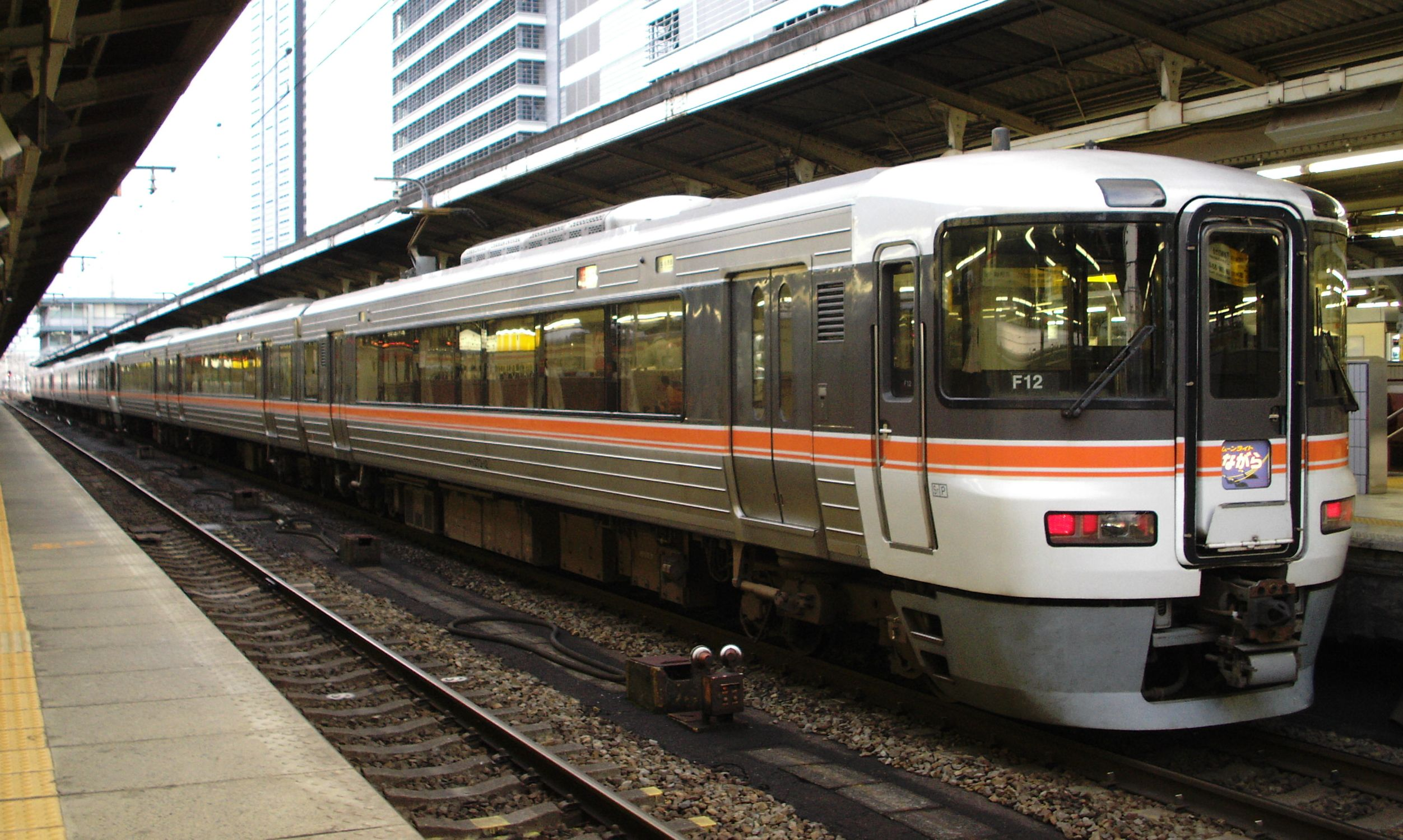
定期列車時代の「ムーンライトながら」（2007年9月 名古屋駅）

ムーンライトながらは、かつて東海道本線東京駅 - 大垣駅間で運行されていた夜行快速列車である。当初は定期列車であったが、2009年（平成21年）3月14日以降は臨時列車として運行されていた。
本記事では、東海道本線における夜行普通列車の沿革についても記述する。

## 概要
「ムーンライトながら」は1996年（平成8年）3月16日のダイヤ改正の際、それまで東京駅 - 大垣駅間で運転されていた通称「大垣夜行」を代替する形で設定された。
1889年（明治22年）7月に東海道本線新橋駅 - 神戸駅間が開業したことにより、同区間で運転された1往復の夜行列車が東海道本線の夜行列車の起源といえるが、当時の列車は特に夜行を意識していたものではなく、列車の速度が遅いため、東海道本線の全線を通して運転するとなると、夜間帯に走行する必要があった。
以後、東海道本線を走破する普通列車は多数設定されたが、太平洋戦争以後は東海道本線の電化の進捗に伴って普通列車の電車化が進み、同時に運転系統の分割もあって長距離列車の減少が続き、東海道新幹線開業後の1968年（昭和43年）には1往復となった。
最後まで残った1往復の夜行普通列車も、東海道本線東京駅発着の普通列車で唯一の客車列車となっていたことから、合理化のため1968年10月のダイヤ改正をもって廃止されることが決定していた。その後、廃止反対の要望書が日本国有鉄道（国鉄）本社などに多く寄せられたため、当時の国鉄総裁であった石田禮助の判断により、急行形電車を使用し、運転区間を東京駅 - 大垣駅間に短縮して存続することになり、これが後に「大垣夜行」と呼ばれることになった。
その後も他の夜行定期普通列車が次々と廃止される中、途切れることなく運転され、国鉄がJRに移行した後も東日本旅客鉄道（JR東日本）・東海旅客鉄道（JR東海）両社に引き継がれ（車両はJR東海）、夜行定期普通列車として唯一運転が続けられた。前述の1996年（平成8年）3月16日改正で373系電車に置き換えられ、全車指定席（一部区間で自由席あり。後述）の快速「ムーンライトながら」となった。
JR化以後には、「青春18きっぷ」のシーズンを中心に「臨時大垣夜行」、のちに「ムーンライトながら91号・92号」の増発列車も運行される盛況が見られる時期もあった。
2002年（平成14年）にバス事業関係の規制が緩和され、低料金の高速バスなどが台頭して利用者が減少した。2009年（平成21年）3月14日からは、定期運用を廃止して青春18きっぷが使用できる夏休みや冬休みを中心とした臨時列車扱いとなり、使用する車両も変更された。2013年（平成25年）8月までは、JR東日本所有車両である183系・189系（全車普通車8M2T編成）で運行されていた。その後、大宮総合車両センター所属の185系が沼津運輸区、富士運輸区、静岡車両区、浜松運輸区、大垣車両区および名古屋地区で乗務員訓練を実施。2013年（平成25年）12月からはJR東日本が所有する185系電車（全車普通車、4両 + 6両編成）に変更された。これに伴い、4号車と5号車との間の通り抜けができなくなった。
大垣駅では、「ムーンライトながら」の到着ホームと乗り継ぎ（大垣以西）列車の発着ホームが異なるため、青春18きっぷが有効な期間は、「ムーンライトながら」が到着すると、米原方面へ向かう列車の席を確保するため同駅内を走って乗り換える乗客が多発していた（通称「大垣ダッシュ」）。このため、他の乗客との衝突などを防止するために、改札前や階段には「危険 走らないでください」の看板が掲げられていたものの、乗り継ぎ列車が4両編成と短い上に乗り換え時間も3分程度と短いため、大半の乗客は守っていなかった。ただし2016年（平成28年）3月のダイヤ改正以降、接続列車は米原止まりの8両編成となり、2019年（平成31年）3月から、大垣駅の到着時刻が5時50分から5時45分と5分早くなった結果、乗り換えに余裕ができた。
2018年12月にムーンライト信州が事実上の廃止となってからは、運行されている夜行列車では唯一「ムーンライト」を名乗る列車となった。
2021年1月22日、高速バスの台頭や新型コロナウイルス感染症の流行による利用客の行動様式の変化により、列車の使命が薄れてきたことに加えて、使用車両の老朽化を理由に正式に廃止が発表された。2020年の夏季と冬季は新型コロナウイルス感染症の影響で運転されなかったため、同年3月29日大垣発の上り列車が事実上の最後の運行となった。ムーンライトながらとしては24年、夜行列車としては東海道線が全通した1889年（明治22年）より130年あまり続いた歴史に幕を下ろすと同時に、国内で「ムーンライト」を冠する列車は全廃となった。

### 愛称の由来

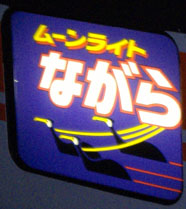
鵜飼いを図案化したヘッドマーク（373系）

列車愛称の「ながら」は、東海道本線西岐阜駅 - 穂積駅間（岐阜県）で渡る「長良川」に由来している。そこに以前からJR各社が夜行快速列車名に採用している「ムーンライト」を冠したものである。それまで新宿駅 - 村上駅間に運行されていた夜行快速列車「ムーンライト」は、「ムーンライトえちご」に改称した。373系電車には長良川名物「鵜飼い」を図案化したヘッドマークが用意されていた。臨時列車のヘッドマークは「快速」・「臨時快速」の文字表示のみとなっている。
過去、1968年（昭和43年）9月までは東京駅 - 大垣駅間を走る臨時準急列車に「ながら」という愛称名があった。また、1996年（平成8年）3月までは名古屋駅 - 大垣駅間では「ホームライナーながら」という列車も運転されていたが、現在は「ホームライナー大垣」に名称が変更されている。

## 運行概況

### 2009年3月14日以降
「ムーンライトながら」は旅客の流動が多い区間を走行すること、乗車券と指定席券のみで乗車できる快速列車であることから、臨時列車となってからも安価な移動手段として人気があった。2009年（平成21年）3月14日以降の臨時列車化以降は、春休み・夏休みや年末年始といった青春18きっぷの利用期間を中心に運転されていた。しかし年々運転日が減少傾向にあり、具体的には下表の通りであった。春季の運転に関しては2009年（平成21年）当初は約4週間であったが、2011年（平成23年）に約2週間に削減され、2012年（平成24年）以降は約1週間の運転までに減少した。夏季についても2019年（令和元年）には7月の運行がなくなり8月の17日間のみに削減された。また、冬季の運行についても2020年（令和2年）の年始は運行がなくなり2019年年末のみの運行になった。
なお指定席券の発売開始は「乗車する列車が始発駅を発車する日の1か月前の10時」であり、日付が変わった後に停車する駅から指定席券を購入する際、発売開始日を「乗車日の1か月前」と誤認していると、同日の10時に購入しようとしても既に完売となっている場合がある。近年では、インターネットオークションでの指定席券の転売行為や、1人で2席分（A・B席、もしくはC・D席）の指定席券を購入する行為のほかに、キャンセルすると払い戻し手数料340円（2020年時点）が必要だが指定席券が530円（通常時。2020年時点）のため面倒さと戻る金額の少なさからキャンセルせずそのままとするケースもあり、指定券完売で満席のはずが実際は多くの空席を抱えたまま運行している場合が存在することが指摘されている。
運行の基本としては、2009年3月13日まで、東京駅 - 大垣駅間を運行していた「ムーンライトながら」91号・92号が基となった。しかし、豊橋駅は上りのみ、小田原駅は下りのみの停車となるなど、停車駅がムーンライトながら91号・92号より少なくなった。全車・全区間が指定席であった。
臨時列車化当初より、春秋大型連休および秋の乗り放題パスが利用出来る毎年10月14日（鉄道の日）前後の2週間においては運転されなかった。

#### 運転日数・期間の推移（東京発下り列車基準）
| 年   | 春 | 春              | 夏 | 夏              | 冬 | 冬                |
| ---- | -- | --------------- | -- | --------------- | -- | ----------------- |
| 2009 | 27 | 3月14日-4月9日  | 53 | 7月19日-9月9日  | 38 | 12月11日-1月17日  |
| 2010 | 29 | 3月12日-4月9日  | 47 | 7月20日-9月4日  | 24 | 12月17日-1月9日   |
| 2011 | 16 | 3月18日-4月2日  | 44 | 7月22日-9月3日  | 18 | 12月22日-1月8日   |
| 2012 | 9  | 3月23日-3月31日 | 37 | 7月27日-9月1日  | 16 | 12月21日-1月5日   |
| 2013 | 9  | 3月22日-3月30日 | 30 | 7月26日-8月24日 | 16 | 12月20日-1月4日   |
| 2014 | 10 | 3月20日-3月29日 | 30 | 7月25日-8月23日 | 13 | 12月22日-1月3日   |
| 2015 | 9  | 3月20日-3月28日 | 30 | 7月24日-8月22日 | 12 | 12月22日-1月2日   |
| 2016 | 9  | 3月18日-3月26日 | 30 | 7月22日-8月20日 | 12 | 12月22日-1月2日   |
| 2017 | 9  | 3月17日-3月25日 | 30 | 7月21日-8月19日 | 12 | 12月22日-1月2日   |
| 2018 | 9  | 3月16日-3月24日 | 23 | 7月27日-8月18日 | 13 | 12月21日-1月2日   |
| 2019 | 9  | 3月15日-3月23日 | 17 | 8月1日-8月17日  | 11 | 12月20日-12月30日 |
| 2020 | 9  | 3月20日-3月28日 | 0  | 設定なし        | 0  | 設定なし          |

#### 停車駅
東京駅 - 品川駅 - 横浜駅 - （小田原駅） - 沼津駅 - 静岡駅 - 浜松駅 - 〔豊橋駅〕 - 名古屋駅 - 岐阜駅 - 大垣駅
- （　）は下り列車のみ停車、〔　〕は上り列車のみ停車。どちらも日付が変わったあとに停車する最初の駅である。
- 上下列車とも熱海駅に、下り列車のみ豊橋駅・笠寺駅に、上り列車のみ富士駅・国府津駅に運転停車する。
- 主要駅の川崎駅や豊橋駅 - 岐阜駅間の快速停車駅（名古屋駅を除く）等は通過となる。
- 臨時列車化された2009年（平成21年）3月14日時点の下り列車の東京駅発車時刻は、改正前の定期列車と同じ23時10分だが、大垣駅の到着時刻は改正前の「ムーンライトながら」91号と同じ5時55分（改正前の定期列車より約1時間早い）で、停車駅は91号よりも少なくなった。上り列車の東京駅到着時刻は、改正前の定期列車と同じ5時05分だが、大垣駅の発車時刻は改正前の「ムーンライトながら」92号より早い22時48分で、停車駅が削減されているにもかかわらず、所要時間が増えた。

#### 使用車両・編成
2013年（平成25年）冬季から廃止まではJR東日本の大宮総合車両センターに所属する185系波動輸送用10両編成が使用された。全車両が普通車でグリーン車は連結されていなかった。列車は6両編成のB編成と4両編成のC編成をつないだ編成で、編成間に貫通扉や貫通幌がないため、4号車と5号車の通り抜けが出来なかった。夜行列車であるが、車内灯の消灯・減灯は実施していなかった。
臨時列車化されてから2013年（平成25年）夏季までは、JR東日本大宮総合車両センターに所属する183・189系10両編成（元田町車両センター H101、H102）が主に使用されていた。

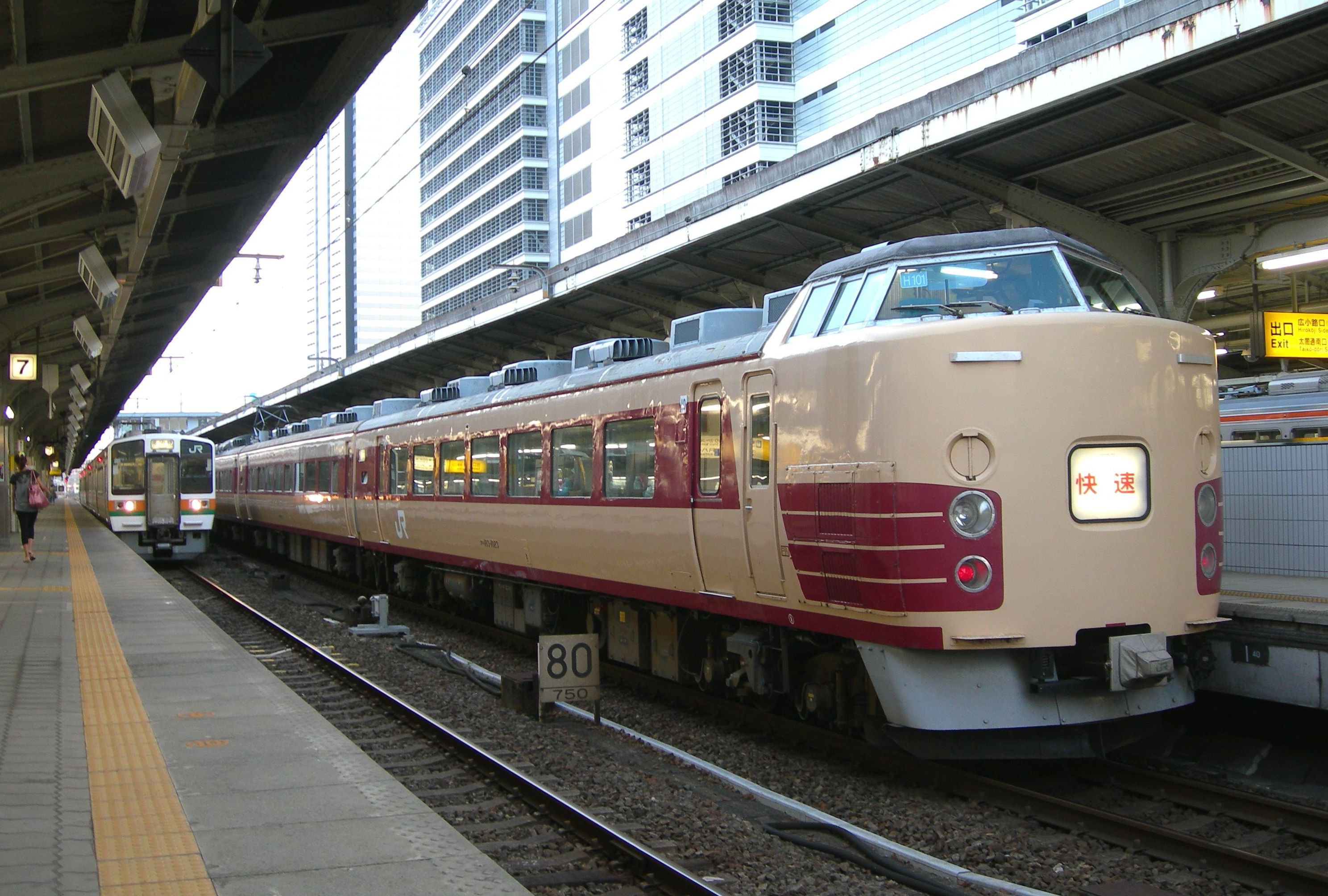
2013年夏季まで使用されていた183・189系（2010年6月 名古屋駅）
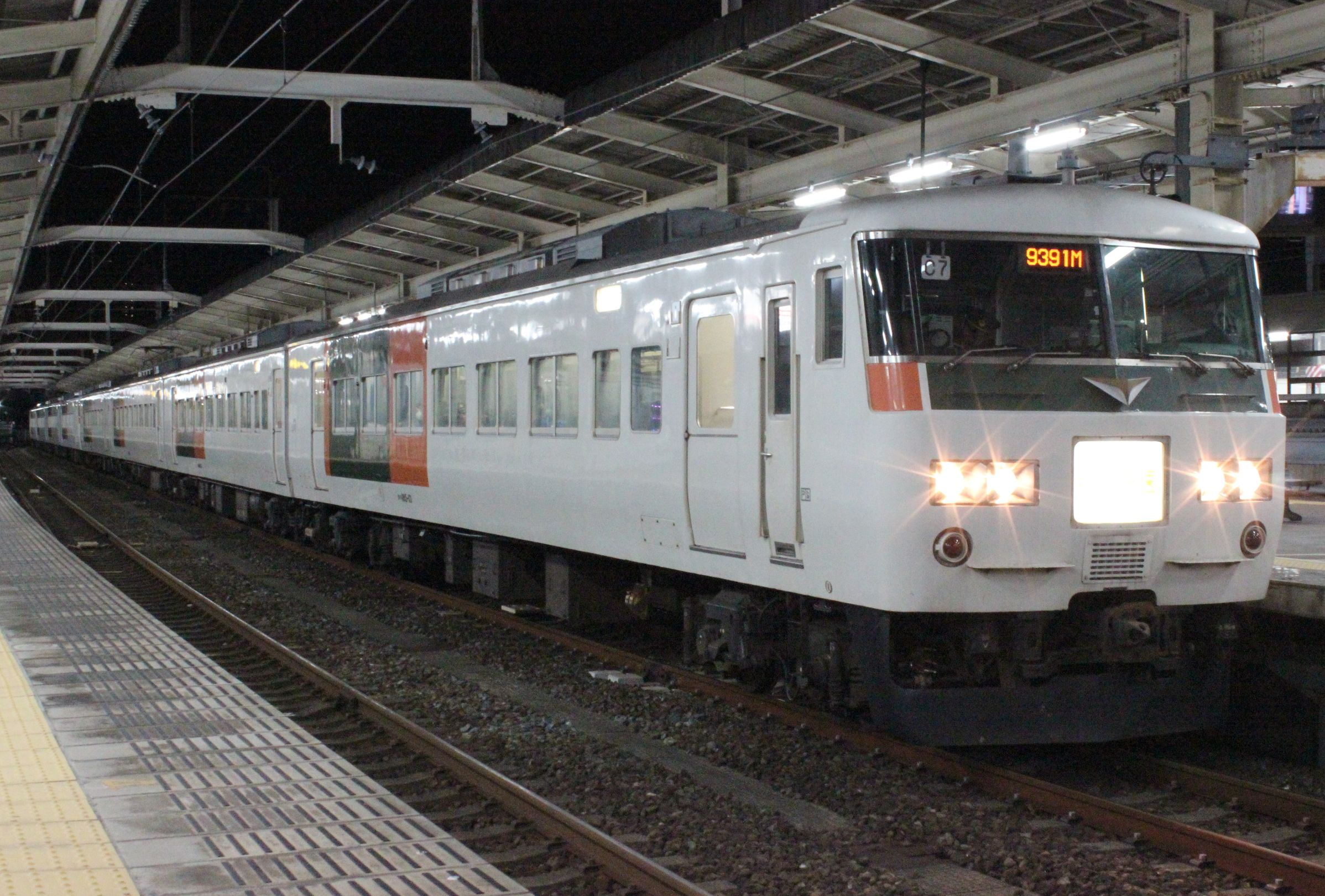
臨時列車化から使用されていた185系（2013年12月 浜松駅）

## 定期運行時の概況

### 1996年3月改正から2007年3月改正前まで

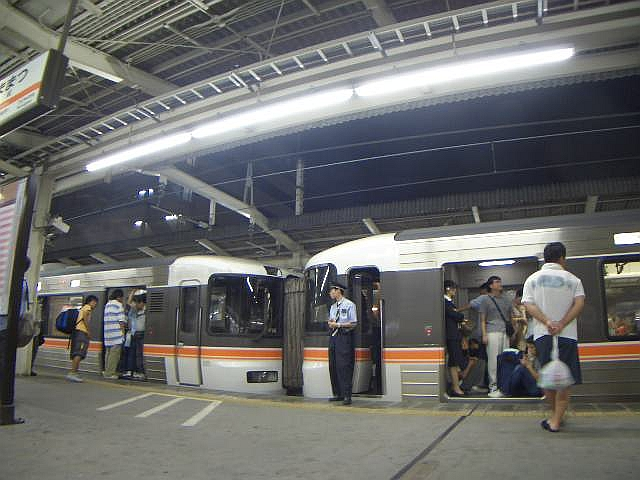
自由席が設定されていた時代、ピーク時には客室通路からデッキにまで乗客があふれていた（浜松駅にて）

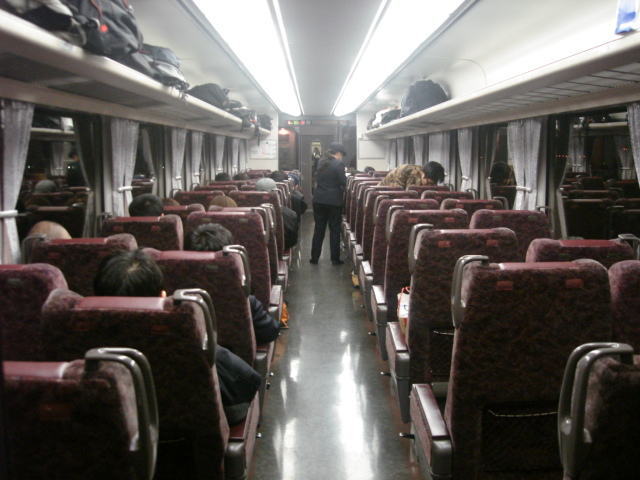
定期列車時代のムーンライトながら（373系電車）の車内。車掌は車内改札をしている（2007年3月3日 上り「ムーンライトながら」）

列車番号は上り東京行きが390M、下り大垣行きが391Mであった。なお、東京駅へ到着した上り列車は静岡車両区への帰区を兼ね、静岡駅行下り普通列車となった。また同様に出庫送り込みも兼ねて静岡駅から東京行の上り普通列車も運行されていた。
青春18きっぷの使えない時期は、ビジネスマンや、東海道新幹線の終電に乗り遅れた客の利用が多く、名古屋駅で東海道新幹線に乗り継ぐ利用客も見られ、下りの金曜日から日曜日を中心に満席になることがあった。
しかし、2000年代半ば以降、運輸行政の規制緩和による格安ツアーバスの台頭（後に法改正で高速路線バスと統合してツアーバス自体は消滅）、さらに航空機や新幹線における早朝割引の実施や格安ビジネスホテルの出現によるビジネス客は減少した。青春18きっぷの使用できない時期の利用者は減少傾向にあった。
下り列車は途中の小田原駅から一部自由席、名古屋駅からは全車自由席であり、上り列車は熱海駅から一部自由席であった。このため「ムーンライトながら」の指定席券を取る場合、希望の区間が満席でも下りなら小田原まで、上りなら熱海駅までの指定券は残っている場合もあった。指定券を確保できる確率を増すため、鉄道ファンなどの間ではこの区間の指定券を第2希望として設定する方法が知られていた。また、下りの指定券の確保を行っていない乗客も、一部車両が自由席となっていた小田原駅から乗車することができた。同駅には指定券を入手できなかった客の行列ができることがあった。しかし、青春18きっぷの利用可能期間には小田原駅から自由席となる4 - 9号車も指定席区間からの乗客で既に満席になっていて、乗車しても着席できない場合もあった。
夜行利用以外に運転区間両端での始発・最終列車としての一面もあったため、前述の区間を一部自由席として利用客の便宜を図っていた。下りでは東京駅 → 小田原駅間に限り定期券での利用が不可能であるものの、小田原駅での乗り換えで三島駅・沼津駅・富士駅・静岡駅への帰宅客や、浜松駅・豊橋駅・岡崎駅などから名古屋方面へ向かう通勤客や早朝の新幹線乗り換え客、中部国際空港の航空旅客の利用も多かった。
また上りでは、全区間において定期券での乗車が可能であるため、岐阜駅・名古屋駅・金山駅 → 岡崎駅・蒲郡駅・豊橋駅・浜松駅間などで同列車をホームライナーや最終電車の代わりとして愛用するサラリーマンも多かった。東京付近では朝一番に東京に到着でき、かつ各線の始発列車に接続することが可能であったことから、沼津駅・熱海駅・小田原駅などから羽田空港や成田空港、上野駅以北などへ向かう乗客の利用も見られた。
2007年（平成19年）3月18日のダイヤ改正前日の17日発は形式上定期列車は運休となり、臨時扱いで上りは「ムーンライトながら」70号、下りは「ムーンライトながら」71号として運転された。使用車両は定期列車と同じ。これらの発車時刻は改正前のままで、深夜の日付が変わる頃に改正後のダイヤになった。そのため、70号は富士駅・川崎駅・新橋駅を通過したが、71号は平塚駅・国府津駅、および新設の野田新町駅にも停車した。
この時の停車駅は以下の通りであった。
停車駅（下り）
東京駅 - 品川駅 - 横浜駅 - 大船駅 - 平塚駅 - 国府津駅 - 小田原駅 - 熱海駅 - 三島駅 - 沼津駅 - 富士駅 - 静岡駅 - 浜松駅 - 豊橋駅 - この間、三河塩津駅・尾頭橋駅を除く各駅に停車 - 大垣駅
停車駅（上り）
大垣駅 - 穂積駅 - 岐阜駅 - 尾張一宮駅 - 名古屋駅 - 金山駅 - 大府駅 - 刈谷駅 - 安城駅 - 岡崎駅 - 蒲郡駅 - 豊橋駅 - 浜松駅 - 静岡駅 - 富士駅 - 沼津駅 - 熱海駅 - 小田原駅 - 大船駅 - 横浜駅 - 川崎駅 - 品川駅 - 新橋駅 - 東京駅

### 2007年3月改正から2009年3月改正前まで

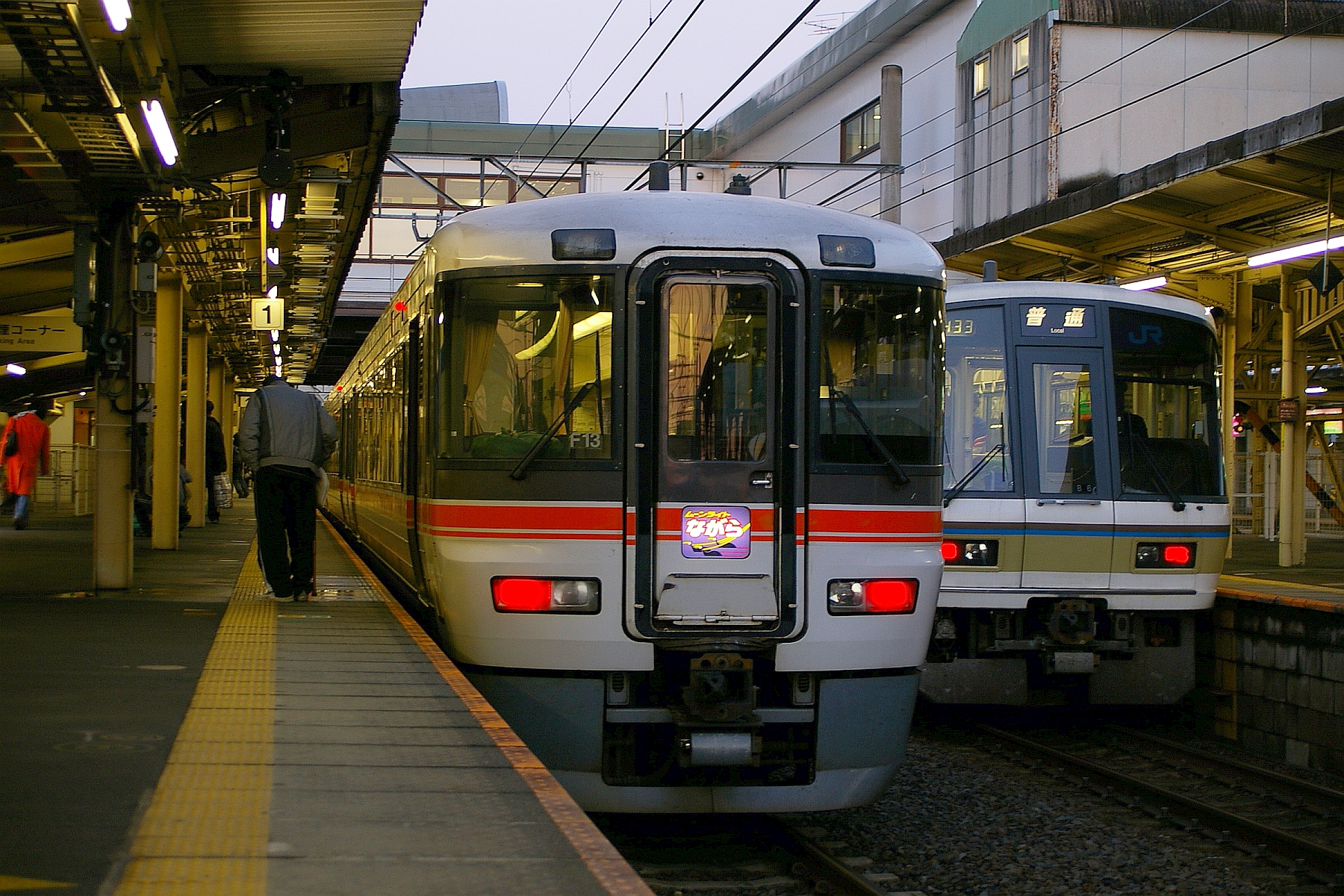
下り終着の大垣駅では大阪方面の普通列車に接続していた（左側・373系）。右側はそのJR西日本の221系電車

2007年3月18日のダイヤ改正により、9両編成の全車指定席区間が下りは東京駅 - 豊橋駅間（豊橋駅 - 大垣駅間は全車自由席）に、上りは大垣駅 - 東京駅間の全線に拡大したことから、このダイヤ改正以降は事実上、首都圏 - 中京圏の移動の際は指定券なしに「ムーンライトながら」へ乗車できなくなった。あわせて9両編成全車が全区間禁煙車となった。
東京駅では下りの発車時刻が33分繰り上がり（23時43分発が23時10分発に）、上りの到着時刻が23分繰り下がった（4時42分着が5時05分着に）。接続列車の一例を挙げると常磐線についても接続する列車が上りは早く（ただし佐和駅以北については変化なし）、下りは遅くなった。そのため普通列車（中距離列車）に限ると、初電が上野駅5時10分発のため本列車からの乗り継ぎは出来ず、次の列車まで30分以上待つため、常磐線各駅への到着時間は改正前より遅くなった。その代表的な例が仙台駅の到着時刻であった。改正前には始発から水戸駅・いわき駅方面へ乗り継いで北を目指す場合、正午前後には仙台駅へ到着出来たものが、改正以後の到着時間は14時近くとなった。なお、仙台駅へ向かう場合も東北本線経由の場合は改正前後で到着時刻に大きな差はなかった。
定期列車については下りが平塚駅と国府津駅、上りは富士駅・川崎駅・新橋駅が新たに通過駅となり、下りは同日から開業する野田新町駅が新たに停車駅となった。
ダイヤがスライドした影響で、いわゆる「日付の変わる駅」も変更になり、下り列車では横浜駅から小田原駅になった。上り列車では大府駅のままであった。JR東日本区間での自由席設定がなくなったことより、定期券での利用ができなくなった（JR東海区間では指定席券と定期券で利用可能）。
2009年（平成21年）3月13日東京駅・大垣駅双方発の列車をもって、定期列車としての運行を終了した。ただし、最終日の下り列車は臨時列車9391Mとして静岡駅以西で時刻を変更して運行した。概要としては、岡崎駅から大垣駅までは、改正後に代替として設定される普通列車に約5分先行する形となり、3月14日に開業する南大高駅には停車しなかった。
2007年3月改正後の定期列車の停車駅は以下の通りであった。
停車駅（下り）
東京駅 - 品川駅 - 横浜駅 - 大船駅 - 小田原駅 - 熱海駅 - 三島駅 - 沼津駅 - 富士駅 - 静岡駅 - 浜松駅 - 豊橋駅 - この間、三河塩津駅・尾頭橋駅を除く各駅に停車 - 大垣駅
停車駅（上り）
大垣駅 - 穂積駅 - 岐阜駅 - 尾張一宮駅 - 名古屋駅 - 金山駅 - 大府駅 - 刈谷駅 - 安城駅 - 岡崎駅 - 蒲郡駅 - 豊橋駅 - 浜松駅 - 静岡駅 - 沼津駅 - 熱海駅 - 小田原駅 - 大船駅 - 横浜駅 - 品川駅 - 東京駅
- 定期列車は下りは熱海駅・静岡駅・豊橋駅で、上りは豊橋駅・浜松駅・熱海駅（JR2社の境界駅）で運転士が交替していた。
- 下り列車は、当列車が名古屋都市圏における始発列車を兼ねているため、三河塩津駅と尾頭橋駅を除いて各駅に停車した。三河塩津駅と尾頭橋駅についてはホームの有効長が8両編成分であり、373系9両編成で組成される「ムーンライトながら」が入りきらず、また373系がドアカット機能を持たないため、通過扱いとなっていた。
- 下り列車の後ろ寄り3両（7号車から9号車まで）は名古屋止まりであり、同駅到着時に切り離されていた。これは、切り離された3両が名古屋駅6時52分発ホームライナー豊橋2号（豊橋駅7時47分着）となり、さらに豊橋駅8時10分発伊那路1号（飯田駅10時38分着）として運用されていたためである。

### 旧使用車両
JR東海の静岡車両区に所属する373系電車9両編成（3両編成を3本連結）で運転されており、1996年（平成8年）3月に「ムーンライトながら」として運転開始当初から使用されていた。373系の車端部にはコンパートメント席が設けられていた。この席を購入する場合、指定席券の予約システム「マルス」では別列車として取り扱われ、指定券や主要駅の指定券券売機画面にはムンライトながら（コ）と表示されていた。また、購入時に「コンパートメント席」などと指定しなければ発券されなかった。

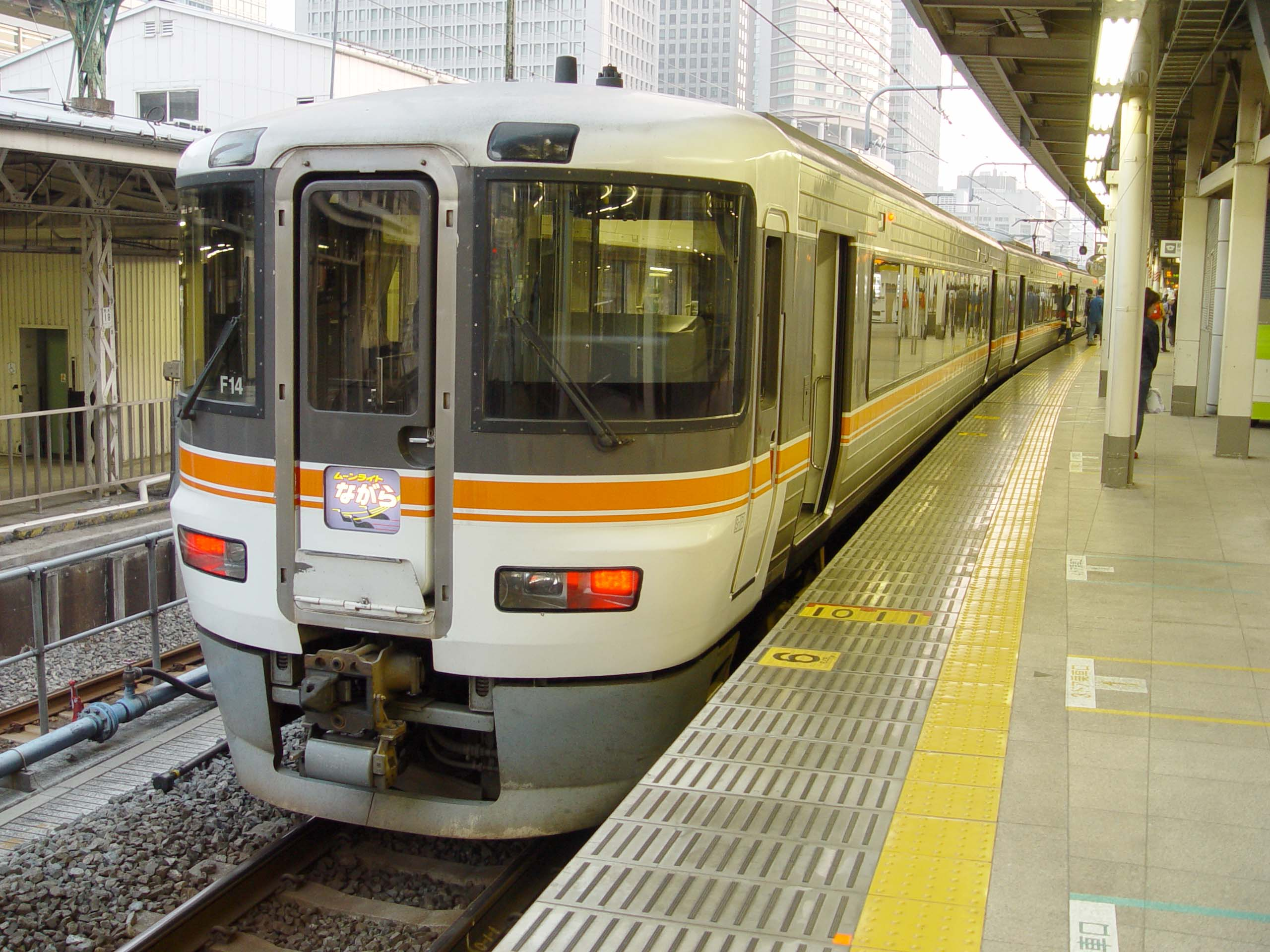
373系

前述した通り、下り列車の7 - 9号車は、豊橋駅発の飯田線特急「伊那路」1号に充てるため、名古屋駅で分割した。このため、下りの「ムーンライトながら」に大幅な遅れが発生した場合、豊橋駅で接続列車を用意して乗り換えを促した上で車両の切り離しを行うことがあった。なお、「伊那路」3号に充当される車両は「ムーンライトながら」の終着駅である大垣駅で切り離される。上り列車は車両の増解結は行われなかった。また上り列車の名古屋駅では最後部1号車の大垣寄り乗降扉付近に新聞が積み込まれ、浜松駅まで新聞輸送の一端を担っていた。

## ムーンライトながら91号・92号

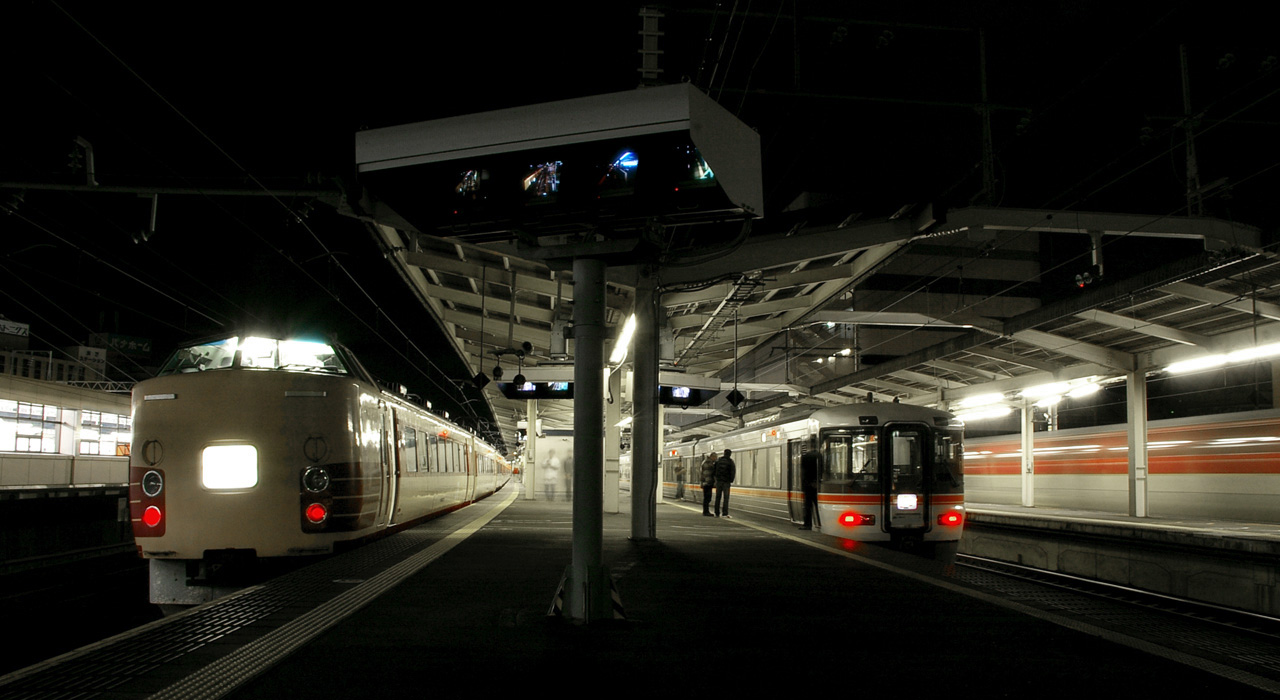
浜松駅で並ぶ定期「ムーンライトながら」（右）と臨時「ムーンライトながら」91号

「ムーンライトながら」91号・92号は、通称「臨時大垣夜行」の置き換えとして2003年（平成15年）夏（7月19日の下りから）に運行を開始し、2008年（平成20年） - 2009年（平成21年）にかけての冬季まで運行された臨時列車で、JR東日本所有の183系・189系電車を使用して、春休み・ゴールデンウィーク・夏休み・冬休みといった多客時に運転を行っていた。両列車とも全車・全区間が指定席で、定期列車時代のムーンライトながらと停車駅が異なっていた。なお、前身の「臨時大垣夜行」と比較して下りの品川駅 - 小田原駅間を快速運転とするなど停車駅が削減されたが、所要時間は変わらなかった。
2007年（平成19年）頃からは運行日が減少し、春期と冬期は週末のみの運行が多く、夏季もお盆の時期までの週末を中心とし、一部の平日の運行がなくなっていた。当初、「ムーンライトながら」91号は品川駅始発だったが、2007年（平成19年）3月のダイヤ改正で定期列車と同じく東京駅始発となった。「ムーンライトながら」91号は始発駅を定期列車の数分後に出発し続行運転に近い状態で運転、その後豊橋駅で定期列車を追い抜き、豊橋 → 大垣間も快速運転となっていたため1時間ほど早く大垣に到着していた。逆に「ムーンライトながら」92号は定期列車より先に大垣駅を発車するものの、沼津駅で抜かれていた。ただし上りは両列車とも全区間快速運転を行っていた上に続行運転だったため、時間差は最大でも十数分程度に留まっていた。
かつては4号車・5号車が喫煙車だったが、2007年（平成19年）3月21日以降は全席禁煙となった。定期列車と同じく熱海駅と浜松駅で車掌が交代した。
2007年1月運行時までの停車駅は以下の通りであった。
下り（91号）
品川駅 - 横浜駅 - 大船駅 - 平塚駅 - 小田原駅 - 熱海駅 - 三島駅 - 沼津駅 - 富士駅 - 静岡駅 - 浜松駅 - 豊橋駅 - 名古屋駅 - 尾張一宮駅 - 岐阜駅 - 穂積駅 - 大垣駅
上り（92号）
大垣駅 - 穂積駅 - 岐阜駅 - 尾張一宮駅 - 名古屋駅 - 金山駅 - 大府駅 - 刈谷駅 - 安城駅 - 岡崎駅 - 蒲郡駅 - 豊橋駅 - 浜松駅 - 静岡駅 - 富士駅 - 沼津駅 - 熱海駅 - 小田原駅 - 大船駅 - 横浜駅 - 品川駅 - 新橋駅 - 東京駅
- 定期列車との違いは、下りは国府津駅を通過し、豊橋駅 - 大垣駅間で上記の駅のみに停車した。上りは川崎駅を通過した。

最終期（2007年3月 - 2009年1月）の停車駅は以下の通りであった。
下り（91号）
東京駅 - 品川駅 - 横浜駅 - 小田原駅 - 熱海駅 - 三島駅 - 沼津駅 - 富士駅 - 静岡駅 - 浜松駅 - 豊橋駅 - 名古屋駅 - 尾張一宮駅 - 岐阜駅 - 穂積駅 - 大垣駅
上り（92号）
大垣駅 - 穂積駅 - 岐阜駅 - 尾張一宮駅 - 名古屋駅 - 金山駅 - 大府駅 - 刈谷駅 - 安城駅 - 岡崎駅 - 蒲郡駅 - 豊橋駅 - 浜松駅 - 静岡駅 - 沼津駅 - 熱海駅 - 小田原駅 - 横浜駅 - 品川駅 - 東京駅
- 定期列車との違いは、下りは大船駅を通過し、豊橋駅 - 大垣駅間で上記の駅のみに停車した。上りは大船駅を通過した。
- 上下とも国府津駅（運転停車）・熱海駅・豊橋駅で運転士の交替を行っていた。

## 東海道本線夜行普通列車沿革
- 本文中の( )は列車番号である。

### 太平洋戦争終結まで
1889年（明治22年）7月に東海道本線新橋駅 - 神戸駅間が開業した。この時下記の時刻で設定された1往復の夜行列車が東海道本線夜行列車の起源といえる。しかし、当時の列車は特に夜行を意識していたものではなく、列車の速度が低いため、東海道本線の全線を通して運転すると、夜間帯にも走行しなければならないという理由があった。
新橋駅16:45 → 名古屋駅4:40/5:00 → 大阪駅11:40 / 11:45 → 神戸駅12:50
神戸駅17:30 → 大阪駅18:30/18:36 → 名古屋駅1:04/1:09 → 新橋駅13:40
大正から昭和初期になると東海道本線には1日5 - 7往復の夜行普通列車が設定（東京駅 - 名古屋駅間または名古屋駅 - 大阪駅間が夜行になっていた）された。東京駅から大阪駅のほか、参宮線の鳥羽駅、山陽本線の姫路駅・岡山駅・下関駅までを結ぶ列車が現れ、設備の面では食堂車や寝台車が連結された列車も存在するなど、黄金期を迎えた。
1942年（昭和17年）11月に関門トンネルが開通し、下りでは東京駅 - 長崎駅・久留米駅間、上りに至っては鹿児島駅 - 東京駅間を直通運転する列車（34列車・当時1493.1 km・所要41時間25分、時刻は下記）も設定された。東京と九州を結ぶ普通列車が他にも何本か設定されるなど、運行区間と本数においては最も充実した時代といえた。しかし、その後は太平洋戦争の戦況が悪化の一途をたどり、軍需用貨物列車増発のため旅客列車が削減されていくようになり、1944年（昭和19年）4月には寝台車の連結も廃止された（食堂車の消滅時期は不明）。
(34) 鹿児島駅21:00 → 博多駅7:04/7:30 → 広島駅15:37/15:42 → 大阪駅0:11/0:20 → 名古屋駅5:33/5:41 → 東京駅14:25
終戦時、東海道本線には下り6本、上り7本の夜行列車が設定されていた。ただし、特急・急行列車削減の代替という側面（この当時、特急列車は全廃、急行列車は他の線区を含めて、東京駅 - 下関駅間の1往復のみとなっていた。）もあった。また、設定はされていても、実際は空襲による路線・車両への被害などで運転されなかった列車も多かった。

### 戦後
戦後混乱期は終戦時以上に受難の時代となった。特に1945年（昭和20年）秋 - 1948年（昭和23年）は、戦災による車両や設備の荒廃、車両と乗務員の不足、連合国軍最高司令官総司令部 (GHQ) による車両の接取（連合軍専用列車も参照）、徴兵による労働力不足などが原因の燃料となる石炭不足などで列車が削減され、時刻表に掲載された通りに列車を運転できない事態も多く発生した。
特に1947年（昭和22年）初頭には冬の石炭不足で列車が大幅に削減され、急行列車が全廃されてすべて普通列車になり、東海道本線の夜行列車は東京駅 - 門司駅間の1往復、東京駅 - 沼津駅間の下り臨時列車1本（夜行といえるか否かは微妙な時刻）、そして上りの名古屋駅 - 東京駅間1本のみとなった。
同年6月には、復員兵や引揚者の輸送を兼ねた列車（列車番号8000番台。普段は一般旅客列車として運転するが、復員・引揚客のある時は一般旅客の乗車制限を行う列車。）が登場した。この列車の混雑は激しく、座るためには発車時刻の相当前から始発駅で並ぶ必要があった。しかし、切符が販売制限されていたということもあり、座れるかどうかより列車に乗れるかどうかの方が問題であった。
(8016) 大阪22:58 → 名古屋4:00/4:10 → 東京13:04
世情の落ち着きに応じて輸送力も回復していくが、戦後は急行・準急列車の増発が中心となり、長距離普通列車はそれほど増発されなかった。その中で1956年（昭和31年）11月には東海道本線の全線電化が完成し、この時のダイヤ改正で夜行普通列車は下り4本・上り3本（東京駅 - 門司駅・大阪駅間）に増発、戦後の最盛期を迎えた。
しかし、これ以降は特急・急行列車の増発のため、徐々に削減された。1961年（昭和36年）10月には大規模なダイヤ改正（通称「サンロクトオ」）により特急・急行が増発される傍らで、2往復（東京駅 - 姫路駅・大阪駅間）に削減された。
1967年（昭和42年）10月には、東京駅 - 大阪駅間の1往復（下りは東京駅 - 名古屋駅間、上りは大阪駅 - 名古屋駅間が夜行運転）と豊橋駅 - 東京駅間の上り列車1本のみとなった。しかし、東海道新幹線が開業した後であっても利用客は多く、特に繁忙期には数時間並ばなければ座れないことも多かった。また、その頃までは生活困窮者向けの半額乗車券（通称マル救切符）を持った利用客も多かった。
下り
(143) 東京23:30 → 豊橋4:58/5:04 → 名古屋6:33/6:42 → 大垣7:35/7:36 → 大阪10:58
上り
(144) 大阪23:50 → 大垣3:27/3:27 → 名古屋4:28/4:47 → 豊橋6:35/6:41 → 東京13:45
(350M) 豊橋22:01 → 東京4:40

### 大垣夜行時代

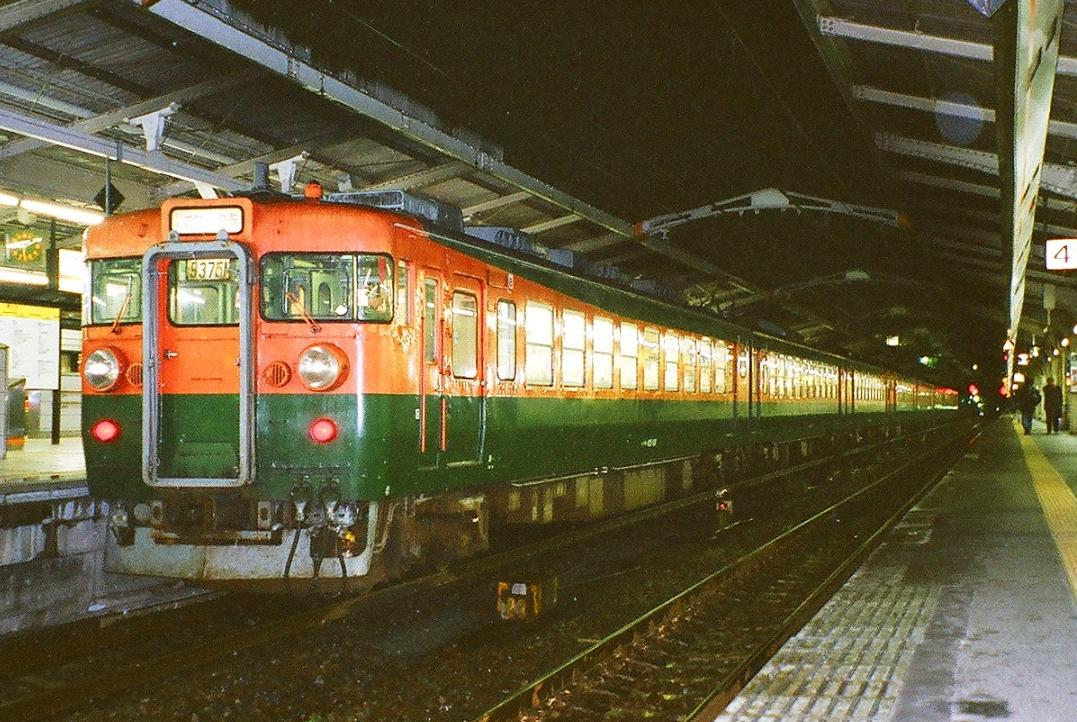
臨時大垣夜行9375M
165系電車
2000年12月 名古屋駅

前述の夜行普通列車は、1968年（昭和43年）10月のダイヤ改正（「ヨンサントオ」）において廃止されることが決定していた。しかし存続を求める投書が新聞などに寄せられ、当時の国鉄総裁・石田礼助がこれを取り上げたこと、またこの列車には荷物・郵便輸送の役割もあった事情などから、それまで運行されていた臨時急行列車『ながら3号』（東京駅23:46発、大垣駅7:16着）を普通列車化する形で、急行形電車を使用して存続することになった。ちなみに当時はまだ東名高速道路も部分的にしか開通しておらず、東京と名古屋・京阪神を結ぶ高速バスもまだなく、東海道新幹線は開業していたとはいえ料金は庶民にとってまだまだ高額で、格安航空会社も存在しなかったこともあって、寝台車の無い普通列車で格安移動する旅客もまだまだ多かった。
電車化に際し、運転区間が大垣駅までに短縮され、一般に大垣夜行と呼ばれることとなった。実際には下り列車のみ、大垣から分岐する東海道線支線の美濃赤坂駅行だったが、1969年（昭和44年）10月1日、大垣止まりに変更となった。
大垣駅発着となったのは、ここに車両基地の大垣電車区（現在の大垣車両区）があり、運用上好都合なためであった。なお、上りは前述の豊橋駅 - 東京駅間の列車を大垣発に延長した形になった。
下り
(143M) 東京23:30 → 豊橋4:40/4:46 → 名古屋6:22/6:29 → 大垣6:59/7:05（美濃赤坂着7:27）
上り
(144M) 大垣20:32 → 名古屋21:16/21:18 → 豊橋22:37/22:38 → 東京4:35
特に下り列車は「大垣行き（夜行）電車」なので「垣電」と呼ぶ利用者も少なからずいた。電車化後しばらくの間は客車時代の列車番号を踏襲した143Mと144Mを名乗ったが、後に東京駅 - 名古屋駅間運行の普通列車と同じ体系 (3xxM) に変更されている。下り列車の場合でみると、白紙ダイヤ改正ごとに347M → 345M → 375Mと変化している。下り列車の各駅停車区間は設定当初は掛川駅からであったが、1972年（昭和47年）には午前4時過ぎの浜松駅からとなり、1996年（平成8年）の「ムーンライトながら」化まで続いた。なお「各駅停車」と記載しているが、名古屋近郊の新設駅は通過する場合があった。時期により通過駅は変動し、設定当初は下りのみ三河大塚駅・三ケ根駅、「ムーンライトながら」化直前は上下とも三河塩津駅・尾頭橋駅を通過した。また、設定当初の下り列車は金谷駅に停車していた（上り列車は当時、各駅停車区間に含まれた）。1974年（昭和49年）には定期停車は取り止められるが、その後も南アルプスへの登山客の利便を図って臨時停車は1980年代後半まで続いた。登山シーズンには大井川鉄道（現・大井川鐵道）も下り列車に接続する臨時列車を深夜3時台より運行した程であった。
この列車の人気は高く、特に1982年（昭和57年）に青春18きっぷ（当初は青春18のびのびきっぷ）の販売が開始されると、その利用可能期間となる夏・冬・春の繁忙期にはラッシュ時の通勤列車並み、もしくはそれ以上となった。特に通勤・退勤時間帯と重なる下りの東京駅 - 小田原駅間と岡崎駅 - 名古屋駅間での、青春18きっぷ有効期間中の混雑は甚だしかった。青春18きっぷの販売が開始される前はグリーン車から席が埋まっていたが、青春18きっぷの販売が開始されてからは普通車から席が埋まるようになり、特に下りの始発駅である東京駅では数時間前から行列が出来て、年末や旧盆といった最繁忙期には行列の最後部がホームの階段の下にまで達することさえあった。青春18きっぷが発売されない時期は、週末などを中心に東京ミニ周遊券や京阪神ミニ周遊券などの利用客が、格安料金でゆったり過ごせるとしてグリーン車を利用することも多かった。バブル景気による首都圏の地価高騰の影響で、東京への通勤圏が静岡県静岡市まで広がった1980年代後半以降は、新幹線の最終を逃した新幹線通勤者の最終列車としての役割も果たすようになった。また、沿線住民が帰るときこの列車でうっかり寝過ごしてしまい、名古屋や岐阜に連れて行かれてしまうことも少なくなかった。このため本列車での寝過ごしを「東海道線には大垣行きというコワイ最終列車がある」、
「寝過ごしの日本記録」などと紹介されたこともある。
深夜の静岡駅では1990年代初頭まで駅弁の立ち売りがあり、長めにとられていた停車時間を利用して駅弁を購入することができた。末期は小ぶりの幕の内弁当1種類のみの販売であったが、それでも売れ残りではなくこの列車のために調製されたものであった。小説では西村京太郎『大垣行345M列車の殺意』とつかこうへい『青春かけおち篇』に大垣夜行が登場している。なお車両は1982年（昭和57年）から翌年にかけて153 / 155 / 163（サロのみ）/ 165系（サロ・クハのみ）から165系に交代し、非冷房の155系が淘汰されたことによって遅ればせながらも全車冷房化が完了している。
1986年（昭和61年）11月1日に国鉄最後のダイヤ改正が実施され、荷物列車がほぼ全廃となったことから、上り列車に関しては快速運転区間の拡大とあわせてスピードアップが行われた。これにより、名古屋駅の発車時刻が新幹線の東京駅行最終「ひかり」の発車した約1時間後となり、列車の需要拡大につながった。この時までは大垣駅から静岡駅まで各駅に停車したのち、清水駅（深夜1時10分頃）に停車していたが、これ以降は豊橋駅まで各駅停車となった。この時、荷物電車クモニ83形の連結が無くなり、編成が普通車9両・グリーン車2両の11両に減車された。
改正前
(340M) 大垣21:01 → 名古屋21:42/21:44 → 東京4:39
（ひかり170号）名古屋21:41 → 東京23:46
改正後
(340M) 大垣22:15 → 名古屋22:57/22:59 → 東京4:42
（ひかり288号）名古屋22:02 → 東京23:52
JR発足後、1990年（平成2年）8月の旧盆の6日間だけは定期の列車が米原駅まで延長運転された。1993年（平成5年）から、東京駅は北陸新幹線建設に伴う東北新幹線ホーム増設工事のため東海道本線ホームが狭い仮ホームとなっており、混雑期に行列が危険な状態となってしまうため、混雑期の下り列車は東京駅 - 品川駅間を運休し、品川駅始発で運転された。この措置は、1996年（平成8年）3月の「ムーンライトながら」化直前まで続けられた。
「ムーンライトながら」化直前の停車駅は以下の通りであった。
停車駅（下り）
東京駅 - この間列車線の各駅に停車 - 小田原駅 - 熱海駅 - 三島駅 - 沼津駅 - 富士駅 - 静岡駅 - 浜松駅 - この間、三河塩津駅・尾頭橋駅を除く各駅に停車 - 大垣駅
停車駅（上り）
大垣駅 - この間、尾頭橋駅・三河塩津駅を除く各駅に停車 - 豊橋駅 - 浜松駅 - 静岡駅 - 富士駅 - 沼津駅 - 熱海駅 - 小田原駅 - 大船駅 - 横浜駅 - 川崎駅 - 品川駅 - 新橋駅 - 東京駅
- 下り列車は混雑期、品川駅始発で運行された。

### 臨時大垣夜行
1987年（昭和62年）3月30日には、4月1日の分割・民営化を前に殺到した謝恩フリーきっぷの乗客に対応するため、田町電車区の167系8両編成と神領電車区の165系8両編成による臨時列車が、運行当日に突発で設定（最終的に3月31日夜出発分まで運行）された。これが「臨時大垣夜行」（→「ムーンライトながら91・92号」）の起源といわれている（諸説あり、詳細は不明）。この列車はその後も多客期に品川駅（または東京駅） - 名古屋駅間に設定され、1989年（平成元年）12月からは時刻表にも掲載されるようになり、大垣駅発着で運転されることが多くなった。利用者の間では「臨時大垣夜行」・「大垣夜行救済臨（おおがきやこうきゅうさいりん）」・「垣臨（がきりん）」などと呼ばれた。なお、設定当時の「臨時大垣夜行」は田町電車区の167系8両編成と神領電車区の165系8両編成が基本ではあったが近郊形の113系電車を使用した日もあり、そのうちJR東日本の車両で運行したものは自社管理区間で使用する車両を充当したことからグリーン車も連結されていた。また当時、時刻表掲載の臨時列車としては名古屋近郊の朝の多客時対策として豊橋駅、蒲郡駅または岡崎駅 - 名古屋駅間のみに運転される場合もあった。
時刻表掲載と前後して、臨時大垣夜行も波動用の急行形車両を使用するようになった。1992年（平成4年）までは停車駅は「臨時大垣夜行」・「大垣夜行」とも同じであったが、この時から下り臨時列車の豊橋駅 - 大垣駅間で快速運転を行うようになった（停車駅は現在の快速列車と同じ。ただし三河三谷駅・稲沢駅にも停車。西岐阜駅は通過）。1993年（平成5年）から、定期列車と同様下り列車は品川駅始発で運転され、また下りの浜松駅 - 豊橋駅間が無停車となった。品川駅始発は「ムーンライトながら91号」に変わった2007年まで続けられた。
1996年（平成8年）3月の定期列車の「ムーンライトながら」化に伴い、車両が急行形11両から特急形9両となり座席数が減少するため、お盆や年末年始など特に混雑が激しい時期のみ運行される場合が多かった臨時列車を、青春18きっぷが使用できる時期は学校の長期休暇期間を中心に多くの日に運転するようになった。この頃までは青春18きっぷの使用できないゴールデンウィークなどにも運転されていた。上り列車の大垣駅 - 豊橋駅間は「ムーンライトながら」と同様の快速運転に改められた。
2001年（平成13年）春より大阪市此花区にオープンした大規模レジャー施設「ユニバーサル・スタジオ・ジャパン」への利便性を図って、下り列車の豊橋駅→名古屋駅間がノンストップ運転となり大垣到着が1時間繰り上げられたため、大垣駅から西を目指す利用者には便利になった。同年夏にはJR東海所有の165系が事実上全廃されたのに伴い、一部の臨時大垣夜行が近郊形のJR東海113系10両編成で運行された。この後は原則としてJR東海の車両は使用せず、すべてJR東日本の波動輸送（臨時列車）用急行形電車を使用するようになった。車両は165系電車/167系電車/169系電車湘南色・165系電車モントレー色・165系電車/169系電車三鷹色・167系電車アコモ色、メルヘン車・113系電車の6 - 11両編成が使用されており、急行形系列相互間では混色編成も見られた他、165・167・169系の3系列併結もあった。ただし、この頃までは最混雑時には臨時大垣夜行に続行する突発の臨時列車がJR東海側から運行されたこともあり、これには急行形以外に115系や113系など近郊形電車も使用されていた。
2003年（平成15年）には、それまで使用していた田町電車区の165/167系が全廃されたため、2年ぶりに113系が運用に復帰、JR東日本は新前橋電車区の165系を使用し、1日おきに担当した。全車自由席の無愛称列車としてはこれが165系最後の運転となった。当時、新前橋区の165系は本来モントレー色のところ、引退に伴うイベント列車運転用として3両編成3編成のみが湘南色に復活塗装されていたが、同年4 - 5月の大型連休に運行された、165系を使用した最後の臨時大垣夜行ではオール湘南色の9連が充当された。同年7月には、臨時大垣夜行は従来の車両持ち合いから、JR東日本所有の波動輸送用特急形車両である183・189系を利用する指定席列車となり、「ムーンライトながら」の臨時増発列車として91・92号となった。これは、定期列車がJR東海からJR東日本への片乗り入れの体制を取っていたことや、JR東日本の急行形車両も老朽化により廃車されたことによる。
「臨時大垣夜行」最終期の停車駅は以下の通りであった。
停車駅（下り）
品川駅 - この間各駅に停車 - 小田原駅 - 熱海駅 - 三島駅 - 沼津駅 - 富士駅 - 静岡駅 - 浜松駅 - 豊橋駅 - 名古屋駅 - 尾張一宮駅 - 岐阜駅 - 穂積駅 - 大垣駅
停車駅（上り）
大垣駅 - 穂積駅 - 岐阜駅 - 尾張一宮駅 - 名古屋駅 - 金山駅 - 大府駅 - 刈谷駅 - 安城駅 - 岡崎駅 - 蒲郡駅 - 豊橋駅 - 浜松駅 - 静岡駅 - 富士駅 - 沼津駅 - 熱海駅 - 小田原駅 - 大船駅 - 横浜駅 - 川崎駅 - 品川駅 - 新橋駅 - 東京駅

### ムーンライトながら
1996年（平成8年）3月に、前述のような混雑の解消、通勤客など短距離利用者と長距離利用者との分離、そして長距離利用者の着席確保を狙い、特急形車両である373系を使用した指定席列車となり、「ムーンライトながら」と命名された。下りは東京駅 - 小田原駅間で快速運転を行うようになり、各駅停車（一部の駅を除く。）区間の開始が浜松駅から豊橋駅に変更され、上りは大垣駅 - 豊橋駅間で快速運転を行うようになった。この時に長らく連結されていたグリーン車は廃止となった。なお、下りは臨時列車が定期列車より品川駅を僅かに遅く発車するものの大垣駅到着は臨時列車が僅かに早く、上りは臨時列車が定期列車より大垣駅を20分から30分程早く発車するものの東京駅到着は定期列車より僅かに遅いといったダイヤであった。
2007年（平成19年）3月18日のダイヤ改正で、前述のとおり「ムーンライトながら」の運行形態が変更され、運行時間の変更、全席禁煙化の他、停車駅も削減された。
2009年（平成21年）3月14日のダイヤ改正では、運行は混雑時期である年間約120日 のみの臨時列車となることが、JR東日本およびJR東海からそれぞれ発表された。この臨時列車化により、さらに停車駅も減少し、使用される車両も91号・92号で使用されてきた183・189系のみとなった。
なお、運転日に関しては2012年（平成24年）頃からさらに削減されており、2017年（平成29年）度の運転日は年間50日ほど、2019年（令和元年）度は年間37日の運転であった。